# Banyunibo
 (novembre 2021).
Si vous disposez d'ouvrages ou d'articles de référence ou si vous connaissez des sites web de qualité traitant du thème abordé ici, merci de compléter l'article en donnant les références utiles à sa vérifiabilité et en les liant à la section « Notes et références ».
Le temple de Banyunibo est un temple Bouddhiste du IXe siècle situé à Cepit hamlet, dans le village de Bokoharjo, à Prambanan, dans le Sleman Regency, à Yogyakarta, au Territoire spécial de Yogyakarta, en Java, en Indonésie. Le temple, datant de l'ère du Royaume de Medang, se trouve dans une vallée étroite entourée de Rizières à environ deux kilomètres au sud-est du parc archéologique de Ratu Boko localisé au côté est de la ville de Yogyakarta. 
Bien plus au nord se trouve le temple Prambanan, et au sud se trouvent les collines Gunung Sewu, extensions des collines Gunung Kidul.

## Architecture
Le temple de Banyunibo a une conception incurvée du toit qui est couronné avec un stupa; ce motif est unique parmi les temples bouddhistes encore existants du Java central. 
Ce toit incurvé signifiait soit des pétales de lotus ou de padma, soit destiné à imiter le toit organique fabriqué à partir de fibres d' ijuk (fibres noires entourant le tronc d'Arenga pinnata) courantes dans l' architecture vernaculaire du Java ancien et également trouvée aujourd'hui dans l' architecture de toit de temples balinais. La structure principale était à l'origine entourée de stupasau niveau du sol, dont les fondations sont encore visibles aujourd'hui. Les fondations des stupas sont disposées en une rangée de trois stupas du côté sud du temple et de trois stupas du côté est. Le côté nord du temple contient probablement aussi la base de trois stupas, cependant, il est encore enterré sous 1 mètre d'épaisseur de terre. Le temple principal est dirigé vers l'ouest.

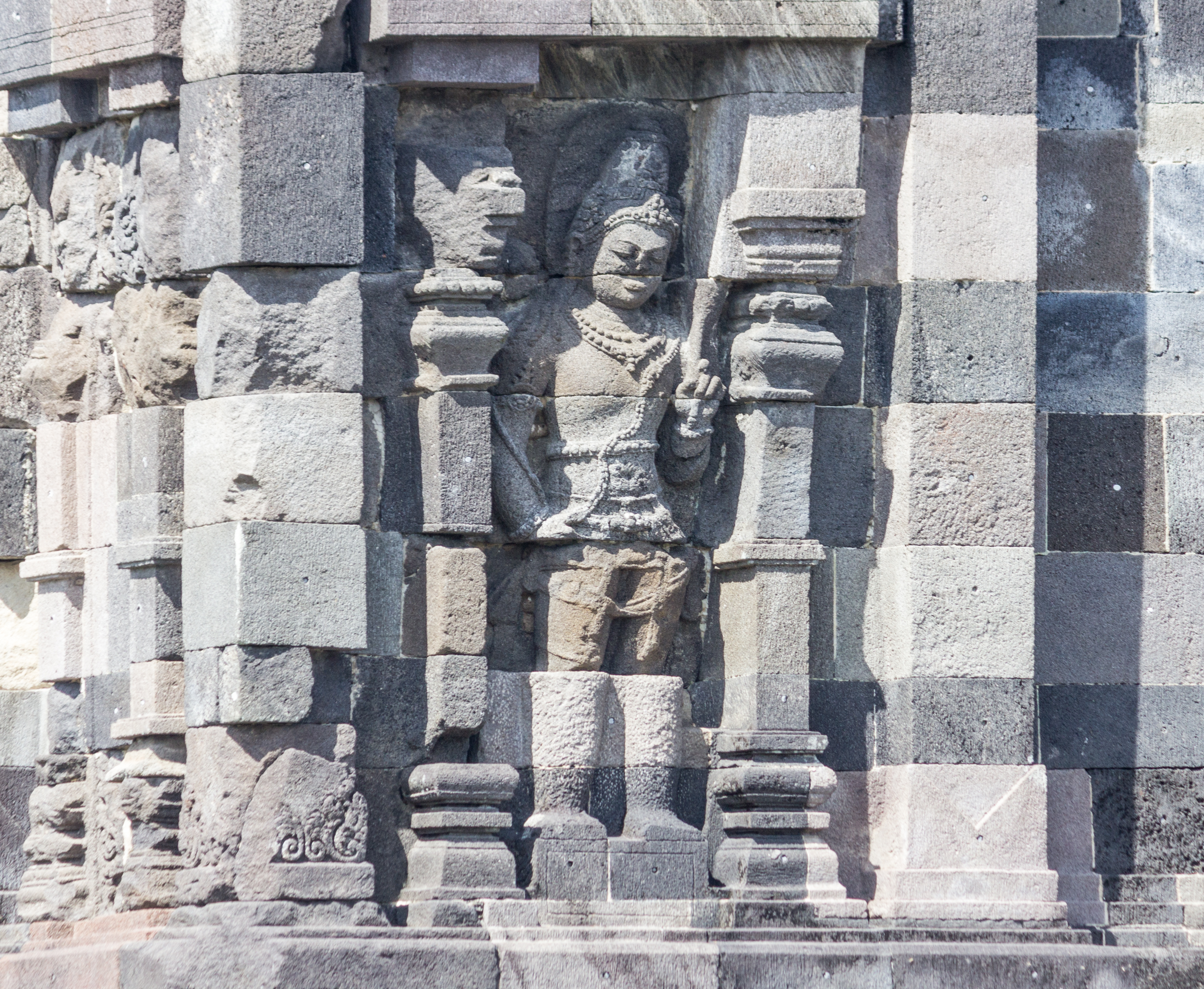
Reliefs observés sur les murs du temple

Les escaliers et le portail du temple sont ornés du typique style de l'époque Kala dans la mythologie Hindoue (Makara), ce qui est commun aux temples anciens du Java central datant de cette période. 
Ces ornements sont situés sur chacun des côtés des escaliers et la tête de Kala est localisée, à elle, au-dessus des portails. 
Les niches qui entourent la structure principale du temple sont, à eux, ornés d'images de Bodhisattvas, tandis que les niches sur les fenêtres sont à elles ornés avec des images de Tara (bouddhisme) avec chaque main tenant des fleurs. 
Le mur intérieur est décoré d'images d'Hariti entouré par des enfants (certaines parties de ce relief sont manquantes) et de Vaisravana. 
Ce mur intérieur est aussi orné d'une figure masculine chauve sous un parapluie étant tenu par des servants upheld by servants, ce qui fait penser qu'il pourrais possiblement représenter un des patrons du temple.
Les ruines effondrées de Banyunibo ont été découvertes en novembre 1940. Les recherches se sont poursuivies jusqu'en 1942 et ont finalement réussi à reconstruire le toit et la section du portail du temple. La reconstruction a été interrompue en raison de la Seconde Guerre mondiale et de la révolution nationale indonésienne . En 1962, la restauration du sous-sol, du pied et du mur du temple, ainsi que du mur nord, a été achevée. La reconstruction du temple de Banyunibo a été completement achevée en 1978.

## Galerie

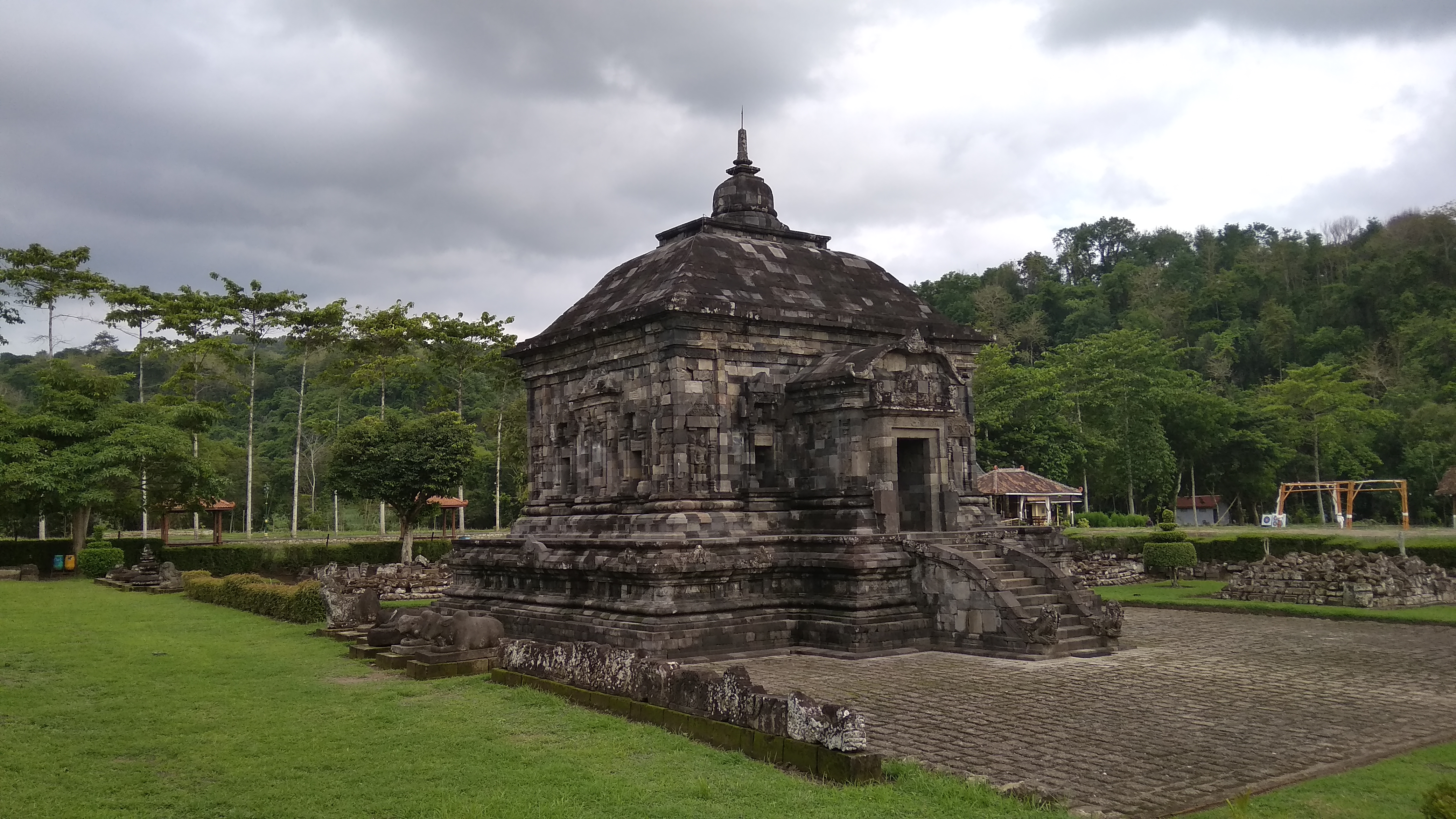
Le temple principal
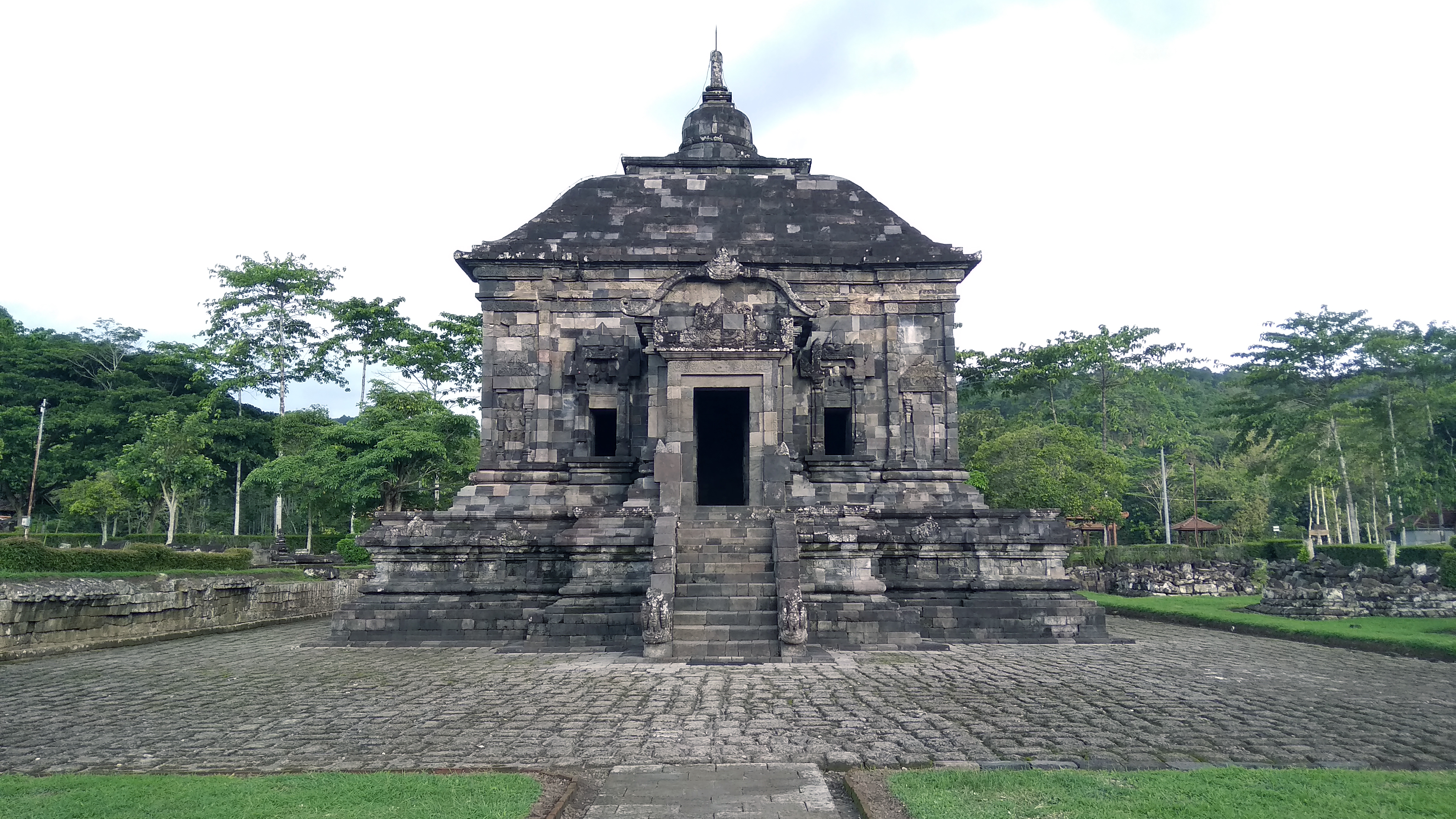
Autre vue du temple principal
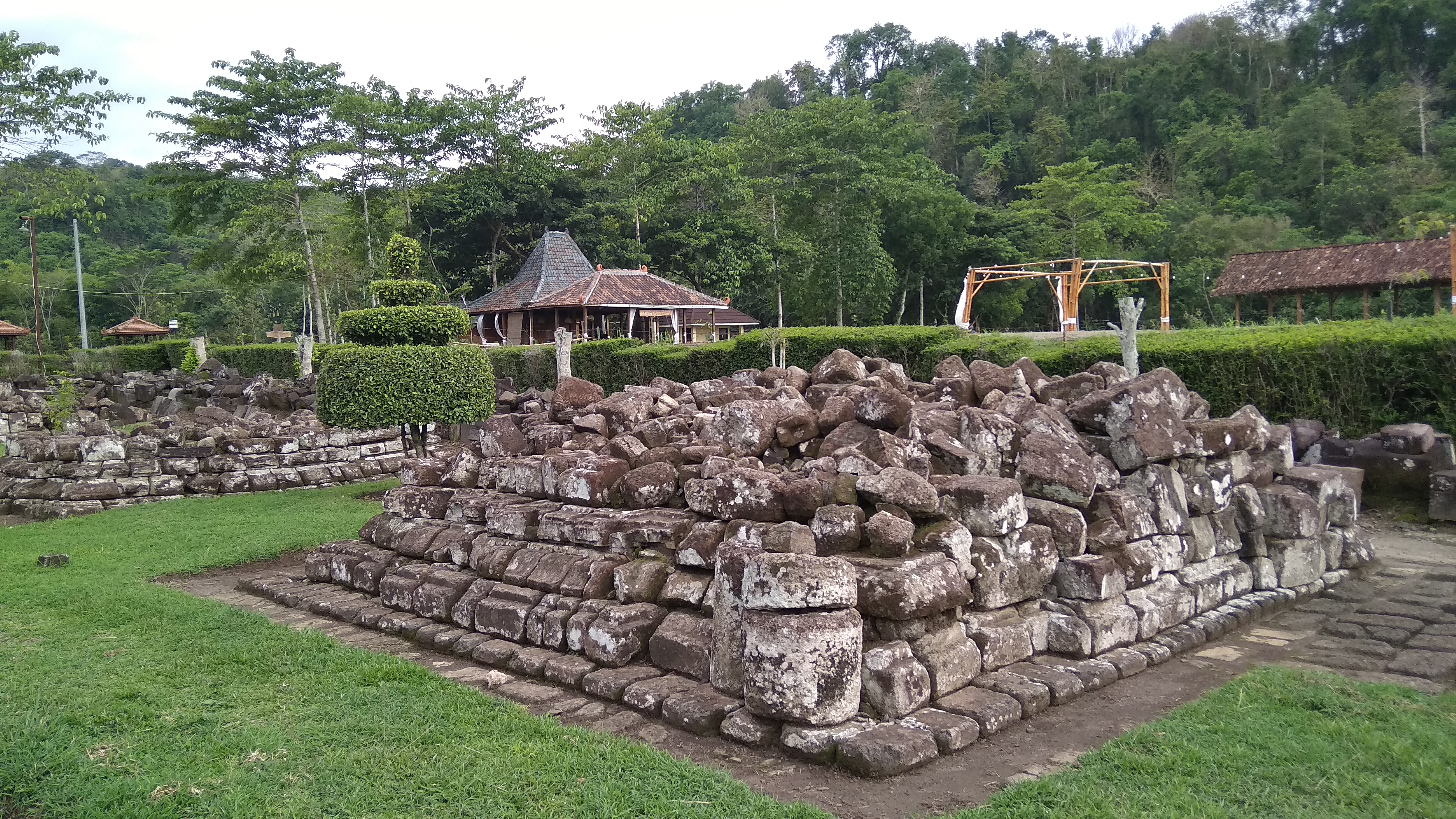
Temple Perwara

## Emplacement
wikimapia